# Tênis de mesa nos Jogos Olímpicos de Verão de 2016 - Qualificatórias
Este artigo detalha a fase de qualificação do tênis de mesa nos Jogos Olímpicos de Verão de 2016, conforme definido pela Federação Internacional de Tênis de Mesa - ITTF.

## Informações gerais
Foram colocadas em disputa cento e sessenta e oito vagas, de um total de 172 disponíveis.
País-sede: caso o Brasil não classificasse atletas ou equipes através do procedimento comum a todos para algum dos torneios, teria garantida uma vaga para cada torneio. A vaga para os torneios de simples seria definida através de um torneio pré-olímpico nacional, aberto a todos os mesa-tenistas presentes no ranking mundial. Como o Brasil se qualificou em todas as vagas, as vagas foram destinadas ao procedimento comum.
Limites de vagas e atletas por CON:
Cada Comitê Olímpico Nacional - CON pode qualificar até seis mesa-tenistas, três de cada sexo, no máximo dois para os torneios de simples e um para compor a equipe de três.
As vagas são designadas diretamente aos atletas qualificados. Todos os atletas devem fazer parte do ranking mundial da ITTF e ter participado dos torneios qualificatórios de seu continente, exceto os atletas convidados, os do país-sede e os inscritos para o torneio de equipes.

## Procedimento qualificatório

### Torneios de simples
Estão em disputa pelo menos sessenta e duas vagas individuais para cada um dos torneios.
- Quarenta vagas através de torneios de cada um dos seis continentes, com a possibilidade de qualificar dois atletas por CON.
- Vinte e duas vagas através do ranking olímpico mundial da ITTF, divulgado em 10 de maio de 2016, apenas com os atletas habilitados para os Jogos.[2] Sete vagas adicionais ficaram à disposição para cada torneio, pois as vagas disponíveis para os torneios de equipe não foram totalmente necessárias para compor as equipes e o país-sede se qualificou pelo procedimento comum.[1]

### Torneio de equipes
Estão à disposição vinte e duas vagas para complementar dezesseis equipes em cada um dos torneios. As vagas são definidas com base no ranking olímpico de equipes mundial da ITTF, divulgado em 10 de maio de 2016, apenas com atletas habilitados para os Jogos.
Após a definição das sessenta e duas vagas para o torneio de simples, são selecionadas com base no ranking:
- A melhor equipe de cada continente, cujo Comitê Olímpico Nacional - CON tenha qualificado dois atletas para as disputas de simples, conquista uma vaga adicional para completar a equipe. Caso em algum dos continentes esse critério não tivesse sido atingido, a melhor equipe com um atleta qualificado receberia duas vagas para completar a equipe, mas não foi necessário.
- As nove melhores equipes com dois atletas qualificados para o torneio de simples, que recebem uma vaga adicional para completar uma equipe. Caso menos do que nove equipes tivessem dois atletas qualificados, as melhores equipes com um atleta qualificado receberiam duas vagas, até que se completassem as nove equipes.
- Uma equipe adicional com base no critério acima, já que o país-sede se qualificou pelo procedimento comum.[1]

Somadas as vagas adicionais, se menos do que vinte e duas vagas foram distribuídas, as vagas remanescentes são destinadas ao torneio de simples. Como as dezesseis equipes qualificadas de ambos torneios já tinham dois atletas qualificados, seis vagas foram destinadas ao torneio de simples.

## Tabelas de qualificação

### Torneios de simples
| |                              |                    |       | Masculino | Masculino                     | Masculino              |                                | Feminino       | Feminino               | Feminino |
| Torneio                                                                                                 | Data                         | Local              | Vagas | Posição   | Ranking                       | Classicados            | Posição                        | Ranking        | Classicados            |          |
| --- | ---------------------------- | ------------------ | ----- | --------- | ----------------------------- | ---------------------- | ------------------------------ | -------------- | ---------------------- | -------- |
| Jogos Europeus 2015                                                                                     | 12 a 28 de junho de 2015     | Baku, Azerbaijão   | 1     | 1º        | 5                             | GER Dimitrij Ovtcharov | 1ª                             | 26             | NED Li Jiao            |          |
| Panamericano 2015                                                                                       | 10 a 26 de julho de 2015     | Toronto, Canadá    | 1     | 1º        | 63                            | BRA Hugo Calderano     | 1ª                             | 177            | USA Yue Wu             |          |
| Jogos Africanos 2015                                                                                    | 10 a 19 de setembro de 2015  | Brazzaville, Congo | 4     | 1º        | 39                            | EGY Omar Assar         | 1ª                             | 100            | EGY Dina Meshref       |          |
| Jogos Africanos 2015                                                                                    | 10 a 19 de setembro de 2015  | Brazzaville, Congo | 4     | 2º        | 32                            | NGR Quadri Aruna       | 2ª                             | 202            | EGY Nadeen El-Dawlatly |          |
| Jogos Africanos 2015                                                                                    | 10 a 19 de setembro de 2015  | Brazzaville, Congo | 4     | 3º        | 264                           | EGY Khalid Assar       | 3ª                             | 164            | CGO Han Xing           |          |
| Jogos Africanos 2015                                                                                    | 10 a 19 de setembro de 2015  | Brazzaville, Congo | 4     | 3º        | –                             | CGO Wang Jianan        | 3ª                             | 241            | NGR Olufunke Oshonaike |          |
| Torneio Pré-Olímpico da África                                                                          | 16 a 18 de fevereiro de 2016 | Cartum, Sudão      | 2     | 1º        | 120                           | NGR Segun Toriola      | 1ª                             | 222            | NGR Offiong Edem       |          |
| Torneio Pré-Olímpico da África                                                                          | 16 a 18 de fevereiro de 2016 | Cartum, Sudão      | 2     | 2º        | 294                           | CGO Suraju Saka        | 2ª                             | 437            | TUN Safa Saidani       |          |
| Torneio Pré-Olímpico da Oceania                                                                         | 20 a 24 de março de 2016     | Bendigo, Austrália | 3     | 1º        | 290                           | AUS David Powell       | 1ª                             | 135            | AUS Lay Jian Fang      |          |
| Torneio Pré-Olímpico da Oceania                                                                         | 20 a 24 de março de 2016     | Bendigo, Austrália | 3     | 2º        | 356                           | AUS Xin Chris Yan      | 2ª                             | 354            | AUS Melissa Tapper     |          |
| Torneio Pré-Olímpico da Oceania                                                                         | 20 a 24 de março de 2016     | Bendigo, Austrália | 3     | 4º        | 588                           | VAN Yoshua Shing       | 3ª                             | 758            | FIJ Sally Yee          |          |
| Torneio Pré-Olímpico Latinoamericano                                                                    | 1 a 3 de abril de 2016       | Santiago, Chile    | 5/6*  |           | 77                            | BRA Gustavo Tsuboi     |                                | 89             | PUR Adriana Diaz       |          |
| Torneio Pré-Olímpico Latinoamericano                                                                    | 1 a 3 de abril de 2016       | Santiago, Chile    | 5/6*  | 178       | MEX Marcos Madrid             | 119                    | BRA Caroline Kumahara          |                |                        |          |
| Torneio Pré-Olímpico Latinoamericano                                                                    | 1 a 3 de abril de 2016       | Santiago, Chile    | 5/6*  | 179       | PUR Brian Afanador            | 134                    | BRA Lin Gui                    |                |                        |          |
| Torneio Pré-Olímpico Latinoamericano                                                                    | 1 a 3 de abril de 2016       | Santiago, Chile    | 5/6*  | 182       | CUB Andy Pereira              | 141                    | MEX Yadira Silva               |                |                        |          |
| Torneio Pré-Olímpico Latinoamericano                                                                    | 1 a 3 de abril de 2016       | Santiago, Chile    | 5/6*  | 223       | CUB Jorge Campos              | 222                    | VEN Gremlis Arvelo             |                |                        |          |
| Torneio Pré-Olímpico Latinoamericano                                                                    | 1 a 3 de abril de 2016       | Santiago, Chile    | 5/6*  |           |                               |                        | 228                            | COL Lady Ruano |                        |          |
| Torneio Pré-Olímpico Norteamericano                                                                     | 8 a 10 de abril de 2016      | Toronto, Canadá    | 3/2*  |           | 64                            | CAN Eugene Wang        |                                | 98             | USA Lily Zhang         |          |
| Torneio Pré-Olímpico Norteamericano                                                                     | 8 a 10 de abril de 2016      | Toronto, Canadá    | 3/2*  | 276       | USA Kanak Jha                 | 118                    | CAN Zhang Mo                   |                |                        |          |
| Torneio Pré-Olímpico Norteamericano                                                                     | 8 a 10 de abril de 2016      | Toronto, Canadá    | 3/2*  | 290       | USA Feng Yijun                |                        |                                |                |                        |          |
| Torneio Pré-Olímpico Europeu                                                                            | 12 a 16 de abril de 2016     | Halmstad, Suécia   | 10    |           | 10                            | GER Timo Boll          |                                | 9              | GER Han Ying           |          |
| Torneio Pré-Olímpico Europeu                                                                            | 12 a 16 de abril de 2016     | Halmstad, Suécia   | 10    | 12        | POR Marcos Freitas            | 15                     | GER Petrissa Solja             |                |                        |          |
| Torneio Pré-Olímpico Europeu                                                                            | 12 a 16 de abril de 2016     | Halmstad, Suécia   | 10    | 20        | POR Tiago Apolónia            | 22                     | TUR Melek Hu                   |                |                        |          |
| Torneio Pré-Olímpico Europeu                                                                            | 12 a 16 de abril de 2016     | Halmstad, Suécia   | 10    | 22        | RUS Alexander Shibaev         | 25                     | NED Li Jie                     |                |                        |          |
| Torneio Pré-Olímpico Europeu                                                                            | 12 a 16 de abril de 2016     | Halmstad, Suécia   | 10    | 30        | SWE Pär Gerell                | 28                     | POL Li Qian                    |                |                        |          |
| Torneio Pré-Olímpico Europeu                                                                            | 12 a 16 de abril de 2016     | Halmstad, Suécia   | 10    | 31        | GRE Panagiotis Gionis         | 29                     | AUT Liu Jia                    |                |                        |          |
| Torneio Pré-Olímpico Europeu                                                                            | 12 a 16 de abril de 2016     | Halmstad, Suécia   | 10    | 35        | DEN Jonathan Groth            | 38                     | POR Yu Fu                      |                |                        |          |
| Torneio Pré-Olímpico Europeu                                                                            | 12 a 16 de abril de 2016     | Halmstad, Suécia   | 10    | 36        | FRA Emmanuel Lebesson         | 45                     | RUS Polina Mikhailova          |                |                        |          |
| Torneio Pré-Olímpico Europeu                                                                            | 12 a 16 de abril de 2016     | Halmstad, Suécia   | 10    | 43        | UKR Kou Lei                   | 49                     | SWE Li Fen                     |                |                        |          |
| Torneio Pré-Olímpico Europeu                                                                            | 12 a 16 de abril de 2016     | Halmstad, Suécia   | 10    | 48        | SLO Bojan Tokič               | 55                     | SWE Matilda Ekholm             |                |                        |          |
| Torneio Pré-Olímpico Asiático                                                                           | 13 a 17 de abril de 2016     | Hong Kong          | 11    |           | 1                             | CHN Ma LongAOr         |                                | 128            | IND Manika BatraSA     |          |
| Torneio Pré-Olímpico Asiático                                                                           | 13 a 17 de abril de 2016     | Hong Kong          | 11    | 26        | QAT Li PingAOc                | 5                      | CHN Li XiaoxiaAOr              |                |                        |          |
| Torneio Pré-Olímpico Asiático                                                                           | 13 a 17 de abril de 2016     | Hong Kong          | 11    | 65        | IND Soumyajit GhoshSA         | 6                      | SIN Feng TianweiSeA            |                |                        |          |
| Torneio Pré-Olímpico Asiático                                                                           | 13 a 17 de abril de 2016     | Hong Kong          | 11    | 66        | TPE Chen Chien-an             | 36                     | PRK Ri Myong-sun               |                |                        |          |
| Torneio Pré-Olímpico Asiático                                                                           | 13 a 17 de abril de 2016     | Hong Kong          | 11    | 73        | IND Sharath Kamal Achanta     | 55                     | PRK Kim Song-i                 |                |                        |          |
| Torneio Pré-Olímpico Asiático                                                                           | 13 a 17 de abril de 2016     | Hong Kong          | 11    | 115       | SIN Chen FengSeA              | 61                     | THA Suthasini Sawettabut       |                |                        |          |
| Torneio Pré-Olímpico Asiático                                                                           | 13 a 17 de abril de 2016     | Hong Kong          | 11    | 116       | IRI Nima AlamianAC            | 77                     | THA Nanthana Komwong           |                |                        |          |
| Torneio Pré-Olímpico Asiático                                                                           | 13 a 17 de abril de 2016     | Hong Kong          | 11    | 122       | IRI Noshad Alamyian           | 158                    | IND Mouma Das                  |                |                        |          |
| Torneio Pré-Olímpico Asiático                                                                           | 13 a 17 de abril de 2016     | Hong Kong          | 11    | 174       | KAZ Kirill Gerassimenko       | 278                    | IRI Neda ShahsavariAC          |                |                        |          |
| Torneio Pré-Olímpico Asiático                                                                           | 13 a 17 de abril de 2016     | Hong Kong          | 11    | 189       | THA Padasak Tanviriyavechakul | 317                    | PHI Ian Lariba                 |                |                        |          |
| Torneio Pré-Olímpico Asiático                                                                           | 13 a 17 de abril de 2016     | Hong Kong          | 11    | 241       | UZB Zokhid Kenjaev            | 524                    | LIB Mariana SahakianAOc        |                |                        |          |
| Ranking mundial                                                                                         | 10 de maio de 2016           | —                  | 22    |           | 4                             | CHN Zhang Jike         |                                | 2              | CHN Ding Ning          |          |
| Ranking mundial                                                                                         | 10 de maio de 2016           | —                  | 22    | 6         | JPN Jun Mizutani              | 4                      | JPN Kasumi Ishikawa            |                |                        |          |
| Ranking mundial                                                                                         | 10 de maio de 2016           | —                  | 22    | 7         | TPE Chuang Chih-yuan          | 7                      | JPN Ai Fukuhara                |                |                        |          |
| Ranking mundial                                                                                         | 10 de maio de 2016           | —                  | 22    | 8         | HKG Wong Chun Ting            | 12                     | KOR Jeon Ji-hee                |                |                        |          |
| Ranking mundial                                                                                         | 10 de maio de 2016           | —                  | 22    | 9         | BLR Vladimir Samsonov         | 14                     | KOR Seo Hyo-won                |                |                        |          |
| Ranking mundial                                                                                         | 10 de maio de 2016           | —                  | 22    | 13        | HKG Tang Peng                 | 16                     | TPE Cheng I-ching              |                |                        |          |
| Ranking mundial                                                                                         | 10 de maio de 2016           | —                  | 22    | 14        | KOR Lee Sang-su               | 17                     | SIN Yu Mengyu                  |                |                        |          |
| Ranking mundial                                                                                         | 10 de maio de 2016           | —                  | 22    | 19        | JPN Koki Niwa                 | 23                     | HKG Doo Hoi Kem                |                |                        |          |
| Ranking mundial                                                                                         | 10 de maio de 2016           | —                  | 22    | 17        | KOR Jung Young-sik            | 24                     | HKG Lee Ho Ching               |                |                        |          |
| Ranking mundial                                                                                         | 10 de maio de 2016           | —                  | 22    | 21        | CRO Andrej Gaćina             | 30                     | TPE Chen Szu-yu                |                |                        |          |
| Ranking mundial                                                                                         | 10 de maio de 2016           | —                  | 22    | 23        | AUT Stefan Fegerl             | 38                     | ROU Elizabeta Samara           |                |                        |          |
| Ranking mundial                                                                                         | 10 de maio de 2016           | —                  | 22    | 25        | FRA Simon Gauzy               | 42                     | HUN Georgina Póta              |                |                        |          |
| Ranking mundial                                                                                         | 10 de maio de 2016           | —                  | 22    | 27        | SWE Kristian Karlsson         | 47                     | UKR Tetyana Bilenko            |                |                        |          |
| Ranking mundial                                                                                         | 10 de maio de 2016           | —                  | 22    | 33        | SIN Gao Ning                  | 52                     | ESP Shen Yanfei                |                |                        |          |
| Ranking mundial                                                                                         | 10 de maio de 2016           | —                  | 22    | 40        | TUR Ahmet Li                  | 53                     | FRA Li Xue                     |                |                        |          |
| Ranking mundial                                                                                         | 10 de maio de 2016           | —                  | 22    | 44        | AUT Robert Gardos             | 57                     | AUT Sofia Polcanova            |                |                        |          |
| Ranking mundial                                                                                         | 10 de maio de 2016           | —                  | 22    | 46        | POL Wang Zengyi               | 60                     | POR Shao Jieni                 |                |                        |          |
| Ranking mundial                                                                                         | 10 de maio de 2016           | —                  | 22    | 50        | SVK Wang Yang                 | 63                     | ROU Daniela Dodean             |                |                        |          |
| Ranking mundial                                                                                         | 10 de maio de 2016           | —                  | 22    | 51        | GBR Liam Pitchford            | 64                     | BLR Viktoria Pavlovich         |                |                        |          |
| Ranking mundial                                                                                         | 10 de maio de 2016           | —                  | 22    | 52        | POL Jakub Dyjas               | 65                     | POL Katarzyna Grzybowska-Franc |                |                        |          |
| Ranking mundial                                                                                         | 10 de maio de 2016           | —                  | 22    | 60        | GBR Paul Drinkhall            | 67                     | CZE Iveta Vacenovská           |                |                        |          |
| Ranking mundial                                                                                         | 10 de maio de 2016           | —                  | 22    | 70        | ROU Ovidiu Ionescu            | 69                     | SVK Barbora Balážová           |                |                        |          |
| Convite - Comissão Tripartite                                                                           | —                            | —                  | 1     |           | 228                           | PAR Marcelo Aguirre    |                                | 677            | SYR Heba Allejji       |          |
| Realocação de cotas de equipe e cota do país-sede                                                       | —                            | —                  | —     |           | 71                            | CZE Lubomír Jančařík   |                                | 70             | LUX Ni Xialian         |          |
| Realocação de cotas de equipe e cota do país-sede                                                       | —                            | —                  | —     | 74        | FIN Benedek Oláh              | 81                     | RUS Maria Dolgikh              |                |                        |          |
| Realocação de cotas de equipe e cota do país-sede                                                       | —                            | —                  | —     | 78        | CZE Dimitrij Prokopcov        | 83                     | CZE Hana Matelová              |                |                        |          |
| Realocação de cotas de equipe e cota do país-sede                                                       | —                            | —                  | —     | 82        | HUN Ádám Pattantyús           | 85                     | FRA Carole Grundisch           |                |                        |          |
| Realocação de cotas de equipe e cota do país-sede                                                       | —                            | —                  | —     | 85        | ESP He Zhiwen                 | 88                     | SVK Eva Ódorová                |                |                        |          |
| Realocação de cotas de equipe e cota do país-sede                                                       | —                            | —                  | —     | 87        | SRB Aleksandar Karakašević    | 93                     | BLR Alexandra Privalova        |                |                        |          |
| Realocação de cotas de equipe e cota do país-sede                                                       | —                            | —                  | —     | 88        | ROU Adrian Crișan             | 96                     | HUN Petra Lovas                |                |                        |          |
| Total                                                                                                   | Total                        | Total              | Total | 71        | 71                            | 71                     | 71                             | 71             | 71                     |          |
| * A depender do CON vencedor dos Panamericanos 2015, sua região perde uma vaga no torneio pré-olímpico. |                              |                    |       |           |                               |                        |                                |                |                        |          |

### Torneios de duplas
|                  |       | Masculino             | Masculino                              |                       | Feminino                                   | Feminino |
| Critério         | Vagas | Para equipe           | Simples e equipe                       | Para equipe           | Simples e equipe                           |          |
| ---------------- | ----- | --------------------- | -------------------------------------- | --------------------- | ------------------------------------------ | -------- |
| África           | 1     | NGR Bode Abiodun      | NGR Quadri Aruna NGR Segun Toriola     | EGY Yousra Abdelrazek | EGY Dina Meshref EGY Nadeen El-Dawlatly    |          |
| América do Norte | 1     | USA Timothy Wang      | USA Kanak Jha USA Feng Yijun           | CHN Shiwen Liu        | CHN Li Xiaoxia CHN Ding Ning               |          |
| América Latina   | 1     | BRA Cazuo Matsumoto   | BRA Hugo Calderano BRA Gustavo Tsuboi  | GER Xiaona Shan       | GER Han Ying GER Petrissa Solja            |          |
| Ásia             | 1     | CHN Xin Xu            | CHN Ma Long CHN Zhang Jike             | BRA Bruna Takahashi   | BRA Caroline Kumahara BRA Lin Gui          |          |
| Europa           | 1     | GER Bastian Steger    | GER Dimitrij Ovtcharov GER Timo Boll   | USA Jiaqi Zheng       | USA Yue Wu USA Lily Zhang                  |          |
| Oceania          | 1     | AUS Heming Hu         | AUS David Powell AUS Xin Chris Yan     | AUS Ziyu Zhang        | AUS Lay Jian Fang AUS Melissa Tapper       |          |
| Ranking          | 10×   | JPN Maharu Yoshimura  | JPN Jun Mizutani JPN Koki Niwa         | JPN Mima Ito          | JPN Kasumi Ishikawa JPN Ai Fukuhara        |          |
| Ranking          | 10×   | HKG Kwan Kit Ho       | HKG Wong Chun Ting HKG Tang Peng       | SIN Yihan Zhou        | SIN Feng Tianwei SIN Yu Mengyu             |          |
| Ranking          | 10×   | POR Joao Monteiro     | POR Marcos Freitas POR Tiago Apolónia  | HKG Yana Tie          | HKG Doo Hoi Kem HKG Lee Ho Ching           |          |
| Ranking          | 10×   | KOR Saehyuk Joo       | KOR Lee Sang-su KOR Jung Young-sik     | KOR Haeun Yang        | KOR Jeon Ji-hee KOR Seo Hyo-won            |          |
| Ranking          | 10×   | FRA Tristan Flore     | FRA Emmanuel Lebesson FRA Simon Gauzy  | TPE Yi-Hua Huang      | TPE Cheng I-ching TPE Chen Szu-yu          |          |
| Ranking          | 10×   | SWE Mattias Karlsson  | SWE Pär Gerell SWE Kristian Karlsson   | PRK Mi Gyong Ri       | PRK Ri Myong-sun PRK Kim Song-i            |          |
| Ranking          | 10×   | AUT Daniel Habesohn   | AUT Stefan Fegerl AUT Robert Gardos    | NED Britt Eerland     | NED Li Jiao NED Li Jie                     |          |
| Ranking          | 10×   | POL Daniel Gorak      | POL Wang Zengyi POL Jakub Dyjas        | ROU Bernadette Szocs  | ROU Elizabeta Samara ROU Daniela Dodean    |          |
| Ranking          | 10×   | TPE Hung-Chieh Chiang | TPE Chen Chien-an TPE Chuang Chih-yuan | POL Natalia Partyka   | POL Li Qian POL Katarzyna Grzybowska-Franc |          |
| Ranking          | 10×   | GBR Samuel Walker     | GBR Liam Pitchford GBR Paul Drinkhall  | AUT Qiangbing Li      | AUT Liu Jia AUT Sofia Polcanova            |          |
| Total            | Total | 16                    | 16                                     | 16                    | 16                                         |          |